# 多布斯費里 (紐約州)
多布斯費里（英語：Dobbs Ferry）是位於美國紐約州西徹斯特縣的村。

## 人口
根據2020年美國人口普查的數據，多布斯費里的面積為8.22平方千米，當中陸地面積為6.27平方千米，而水域面積為1.95平方千米。當地共有人口11541人，而人口密度為每平方千米1,404人。